# Praestigia
Praestigia är ett släkte av spindlar som beskrevs av Alfred Frank Millidge 1954. Praestigia ingår i familjen täckvävarspindlar.
Släktet innehåller bara arten Praestigia pini.